# Лимуново дрво
Лимуново дрво је београдски музички састав који је деловао крајем седамдесетих година 20. века. Овај бенд најавио је такозвани београдски нови талас (енгл. New Wave). Чланови прве поставе овог састава били су Милан Младеновић (електрична гитара, вокал), Драгомир Гаги Михаиловић (прва гитара), Душан Дејановић (бубњеви), Горан Ковинчић (бас гитара) и Милан Микица Стефановић (класична гитара и вокал).

## Историјат
Бенд, који је добио име по називу једне песме Алексе Шантића, основан је у лето 1977. године. Бенд је углавном наступао на гитаријадама, у Жаркову, Железнику, Блоку 45 и Дому омладине, а одржао је и два самостална концерта у Студентском културном центру и у Новом Саду (Студио М).
Група Лимуново дрво често је мењала чланове, а последњу поставу су чинили Младеновић, Михаиловић, Душан Којић - Која и Ивица „Вд“ Вдовић. После концерта са Панкртима у Дворани Студентског културног центра у Београду, априла 1980. групу је напустио Драгомир Михаиловић, а преостала три члана су формирали нову групу под именом Шарло акробата.
За скоро три године постојања, Лимуново дрво није снимило ниједан албум, нити постоји дискографско издање неке њихове нумере, али зато су сачувани аудио снимци њихових наступа, и само неколико видео секвенци, које су искоришћене у документарном филму о овом бенду. Аудио-запис целокупног концерта у новосадском Студију М је најцеловитији и најпотпунији приказ репертоара ове групе.
Први дискографски запис новог таласа је албум Пакет аранжман, који је настао у време када се бенд већ разишао.

## Музички стил
Лимуново дрво неговало је рок са елементима хард-рока односно хард-панка. Од класичног панк-израза овај бенд се разликује по дужини песама и релативној комплексности интерпретације (која је у потоњем панку сасвим сведена углавном у једноставни четворочетвртински такт. У композицији Око моје главе постоје гитарске соло-деонице, карактеристичне за хард рок, а нумера изворно траје око пет минута. Иста песма је на албуму Пакет аранжман, у извођењу Шарла акробате сведена на два минута и 6 секунди, а аранжман је урађен у панк-маниру.
Познате нумере Лимуновог дрвета су Да ли се сећате, Седми круг, Не веруј, Губитак, а свакако најпознатија песма овог бенда је Око моје главе. Ову нумеру касније је изводио Шарло акробата.

## Текстови песама
За разлику од многих бендова тадашње рок сцене, Лимуново дрво је посебно пажњу обраћало на текстове. Јак ауторски израз видљив је још у песми Милана Младеновића Губитак („Ако тражиш у мени одсјај ватре што је престала да гори/нећеш наћи нити искру што се против снова бори/Ако тражиш у мени оно време које прође, али ме не макну/Нећеш наћи час ни часак да ти мало олакша бреме“). У каснијим текстовима Лимуновог дрвета видљиво је настојање да се свет посматра из мало изврнуте перспективе, која у ствари заоштрава свакодневицом прикривене проблеме. Из тог разлога су и каснији новоталасни бендови оптуживани за критику тадашњег социјалистичког уређења. Међутим, ова критика није увек била јасна и експлицитна, барем не у случају Лимуновог дрвета. Песма Око моје главе нема наглашен политички смисао, какав, на пример, има нумера Крокодили долазе Електричног оргазма, или Мали човек (жели преко црте) (према једној реченици Вилхелма Рајха) – коју је касније изводио Шарло акробата). У овој песми се, међутим, у јасном панк маниру, искоса, критички сагледава однос такозване нормалности и ишчашености, у згуснутом, импресионистичком и на моменте тешко разумљивом тексту, који по својим карактеристикама више одговара панку, него класичном рок изразу.

## Утицаји
Текстовима, али и музиком, Лимуново дрво извршило је снажан утицај на потоњу музичку сцену. Може се рећи да су из овог бенда израсли најпре Шарло Акробата, и Катарина II , а затим Дисциплина кичме и Екатарина Велика.
О бенду Лимуново дрво снимљен је документарни филм, чији је аутор познати мултимедијални уметник и рокер Бранко Радаковић.